# Гуцдейл (Пенсільванія)
Гуцдейл (англ. Houtzdale) — місто (англ. borough) в США, в окрузі Клірфілд штату Пенсільванія. Населення — 764 особи (2020), 6,9 % з яких — українці

## Історія
Гуцдейл названий на честь д-р Даніеля Гуца — першого власника території, де було побудовано місто
у кінці ХІХ століття і побудована на квадратній сітці плану. Орієнтоване, головним чином, на залізницю та вугільну промисловість, місто було центром для залізниці, яка була побудована від Ремі і Мадери на Захід.
В даний час у Гуцдейлі спостерігається зменшення кількості жителів та збільшення вакантних ділянок та скупчень структур. Проте в останні роки міською владою було розроблено план реконструкції та відродження міста.

## Географія
Гуцдейл розташований на південному сході округу Клірфілд на 40°49′30″ пн. ш. 78°21′4″ зх. д. / 40.82500° пн. ш. 78.35111° зх. д. (40.825074, -78.351013).  За даними Бюро перепису населення США в 2010 році місто мало площу 0,99 км², уся площа — суходіл.
Містечко межує на півночі з містечком Брисбен. Через Гуцдейл проходить Пенсильванська автострада  № 53 в напрямку на схід  за 5 миль (8 км) до Осеола Міллс і на захід за 9 миль (14 км) до Глен-Надії. Пенсільванським маршрутом № 153 за  17 миль (27 км)  на північ розташований Клірфілд — окружний центр. А на південь через PA 453 через 18 миль (29 км) знаходиться Тирон.  

## Демографія

### Перепис 2010
Згідно з переписом 2010 року, у селищі мешкало 797 осіб у 333 домогосподарствах у складі 231 родини. Густота населення становила 804 особи/км².  Було 381 помешкання (384/км²).
Расовий склад населення:
| - 99,2 % — білих |

До двох чи більше рас належало 0,8 %. Частка іспаномовних становила 0,1 % від усіх жителів.
За віковим діапазоном населення розподілялося таким чином: 22,5 % — особи молодші 18 років, 61,8 % — особи у віці 18—64 років, 15,7 % — особи у віці 65 років та старші. Медіана віку мешканця становила 41,5 року. На 100 осіб жіночої статі у селищі припадало 97,8 чоловіків;  на 100 жінок у віці від 18 років та старших — 98,7 чоловіків також старших 18 років.
Середній дохід на одне домашнє господарство  становив 52 279 доларів США (медіана — 40 250), а середній дохід на одну сім'ю — 62 449 доларів (медіана — 53 750). Медіана доходів становила 39 583 долари для чоловіків та 38 523 долари для жінок. За межею бідності перебувало 17,6 % осіб, у тому числі 35,3 % дітей у віці до 18 років та 4,7 % осіб у віці 65 років та старших.
Цивільне працевлаштоване населення становило 354 особи. Основні галузі зайнятості: освіта, охорона здоров'я та соціальна допомога — 28,0 %, роздрібна торгівля — 16,9 %, будівництво — 9,6 %, виробництво — 9,3 %.

### Перепис 2000
За переписом 2000 року в містечку було зареєстровано 941 людина, 380 сімей і 275 сімей, які проживають в районі.  Густота населення складала 2 682.2 чоловік на квадратну милю (1,038.1/км²). В містечку було 432 одиниць житла при середній щільності 1 231.4 за квадратну милю (476.6/км²). Расовий склад району був на 99.57 % Білий. Ще 0.21 % корінних американців та 0,21 % двох або більше рас.
В містечку всього 380 домогосподарств. З них 34.5 % мали дітей у віці до 18 років, які проживають з ними, 51.1 % були подружні пари, які живуть разом, 15.3 % сімей жінки проживали без чоловіків, і 27,4 % не мали сімей. 25.8 % всіх домогосподарств складаються з окремих осіб, і 11,8 % хто живе один, хто був 65 років або старше. Середній розмір домогосподарства 2.47 і середній розмір родини був 2.89 людини.
У містечку населення було поширене, з 25.8 % у віці до 18 років, 5,8 % з 18 до 24, 27.2 % від 25 до 44 років, 22.4 % від 45 до 64 років і 18,7 %, хто було 65 років або старше. Середній вік становив 39 років. На кожні 100 жінок були 94.0 чоловіків. На кожні 100 жінок віком 18 років і старше припадало 83.7 чоловіків.
Середній дохід на одне домашнє господарство в місті склав $29,219, а середній дохід на одну сім'ю — $33,309. Чоловіки мали середній дохід від $27,039 проти $20,438 для жінок. Середній дохід на душу населення для міста становив $14,177. Близько 9,3 % сімей і 12,3 % населення були нижче межі бідності, включаючи 14,2 % з тих під віком 18 і 15,4 % — у віці 65 років і старше.

## Відомі уродженці
- Мер Каміл Джордж, який був членом Ради штату Пенсильванія з 1975 року.[9]
- Ірвінг Кахал (1903—1942), популярний пісенний лірик у 1920-х і 1930-х роках.